# USM Haller

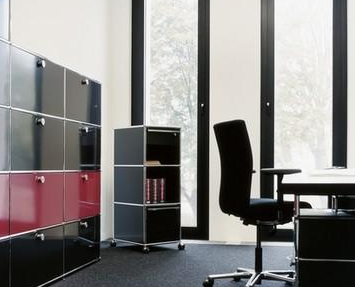
Mobilier de bureau par USM Systèmes d'aménagement.

USM Haller est une gamme de mobilier du fabricant suisse USM U. Schärer Soehne, Le système de mobilier modulaire a été conçu en 1963 par le petit-fils du fondateur de la société Ulrich Schärer, Paul Schärer (1933-2011), et l'architecte suisse Fritz Haller (1924-2012). USM Haller est une référence du design moderne et a intégré en 2001 la collection permanente du Museum of Modern Art (MoMA) à New York.
USM Haller est présent à l’international avec notamment des showrooms à Berne, Paris, Berlin, Hambourg, Düsseldorf, Munich, Stuttgart, Tokyo, New York et via des partenaires dans 40 pays.

## Histoire

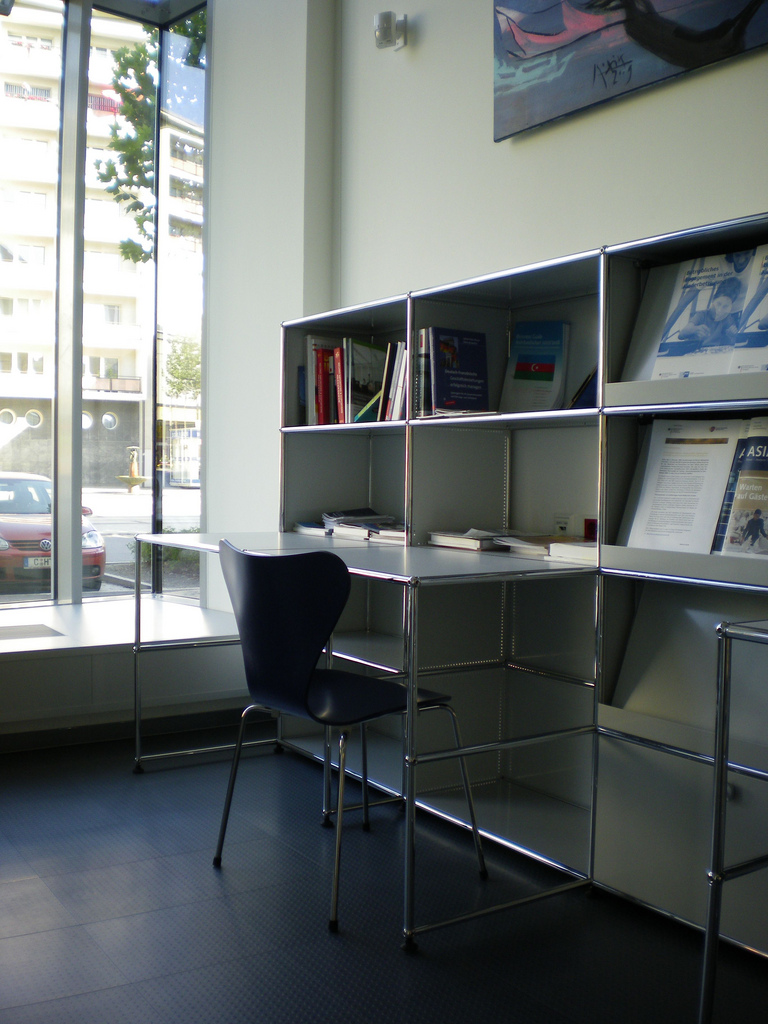
Poste de travail USM Haller.

USM a été fondé en 1885 par Ulrich Schärer à Münsingen, dans le Canton de Berne en Suisse.  Pendant quarante ans, USM fabrique des objets en métal et se spécialise dans les années 1920 dans la fabrication de ferrures à l’usage des fenêtres. À la fin de la Seconde Guerre mondiale, USM étend son marché à la construction métallique et au travail de la tôle.
En 1961, Paul Schärer junior, petit-fils du fondateur Ulrich Schärer, veut propulser USM dans la modernité et tourner l’entreprise vers l’industrialisation. Il confie alors la réalisation de nouveaux locaux à l’architecte suisse Fritz Haller. Celui-ci conçoit un bâtiment moderne à ossature d’acier modulable, capable de s’agrandir en fonction des besoins de l’entreprise. C’est un tel succès qu’en 1963 Paul Schärer et Fritz Haller ont ensemble l’idée de décliner ce concept d’architecture modulable en mobilier, donnant naissance au produit iconique de l’entreprise, USM Haller.
Quelques années plus tard, la fabrication en série est lancée et le succès est international.
En 1969, la Banque Rothschild demande à USM d’aménager intégralement ses bureaux parisiens avec le système USM Haller.
USM Haller est un système fonctionnel et modulable dont l’élément clé est la boule boulon, 47 grammes d’acier chromé, fabriquée chaque année à 2 millions d’exemplaires.
Cette boule boulon en laiton chromé relie entre eux des tubes d’assemblage, l’ensemble encadrant des plaques d’habillage (en tôle, métal perforé ou verre) disponibles dans une palette de quatorze coloris.
Chaque meuble USM Haller est conçu pour d’adapter à toutes les possibilités de rangement et d'aménagement dans les espaces publics, professionnels ou domestiques.
Depuis 1988, le système USM Haller est considéré comme une œuvre d’art appliqué et est protégé par le droit d’auteur.
Ce produit est devenu une icône de la modernité et connaît aujourd'hui un engouement croissant, pénétrant de plus en plus le marché de l’habitat.
On retrouve le mobilier USM dans des bâtiments conçus par les plus grands architectes, Renzo Piano, Frank Gehry, Mario Botta, Yoshio Taniguchi.
En 1989, la marque lance USM Kitos, une table de travail réglable en hauteur pouvant être configurée avec de multiples accessoires.
En 2015, la marque lance USM Privacy Panels, des panneaux modulables permettant de cloisonner l'espace, suivi en 2016 par USM Inos Box, des boîtes de rangements adaptées au système d'aménagement USM Haller.
En 2017, la marque lance USM Haller E, un système d'éclairage sans câble, directement intégré dans la structure des tubes du système d'aménagement Haller.
En 2018, lors du Salon international du meuble de Milan, USM a reçu deux des prix décernés chaque année par le magazine Frame : le prix du meilleur stand de l'année et celui de la meilleure utilisation de matériau.

## Les produits USM
- Le système d’aménagement USM Haller (1965)
- La table USM Haller Plus (1965)
- La table USM Haller Access (1965)
- La table USM Haller Advanced (1965)
- La table USM Kitos (1989)
- La table USM Kitos E (1989)
- La table USM Kitos E Plus (1989)
- La table USM Kitos E Advanced (1989)
- Les USM Privacy Panels (2015)
- La USM Inos Box (2016)
- USM Haller E (2017)

## Design durable
En 2008, USM est la première entreprise en Europe à avoir obtenu la certification Greenguard en matière de protection de l'environnement pour sa fabrication.
Le mobilier USM peut s’intégrer dans des bâtiments à haute qualité environnementale.